# مجلس التعليم العالي (البحرين)
مجلس التعليم العالي، هو مجلس للتعليم العالي تحت مظلة وزارة التربية والتعليم، وتتعلق مهامها في الشؤون الجامعية، بما في ذلك إعداد السياسات العامة للتعليم العالي والبحث العلمي، واقتراح إنشاء مؤسسات للتعليم العالي الحكومي في البحرين، بالإضافة إلى تذليل الصعوبات التي يواجهها التعليم العالي ووضع الشروط والمعايير المناسبة لترخيص المؤسسات المعنية. يقود المجلس رئيس أمناء مجلس التعليم العالي، وهو وزير التربية والتعليم محمد مبارك جمعة.

## وصلات خارجية
- الخدمات الإلكترونية في الجامعات والتعليم العالي

،